# Lode Bosmans
Lode Bosmans (Herenthout, 29 november 1925 – Mortsel, 8 mei 2017) was een Vlaams kunstschilder en restaurateur. Hij had een sterke affiniteit met schilders als Jakob Smits en Albert Van Dyck. Hij schilderde vooral stillevens, fresco's, landschappen en kinderportretten.

## Levensloop
In 1942 schreef hij zich in aan het Hoger Instituut voor Schone Kunsten te Antwerpen. Hier kreeg hij les van onder anderen Albert Saverys, Isidore Opsomer, Constant Permeke en Walter Vaes.
In 1949 begon hij samen met pater Kallist Fimmers van de abdij van Tongerlo (Antwerpen), een Vesper-tekenschool in de Sint-Gummaruskapel van Herenthout, in de volksmond 'Torekens-school', later erkend als deeltijds kunstonderwijs. Hij gaf er les en was er directeur. Tijdens de jaren zestig had hij er als leerlingen onder meer René Veris, An Goris en Jef Van Grieken.
In 1958 werd hij leraar wetenschappelijk tekenen en kunstgeschiedenis aan de Lierse Rijksnormaalschool.
Verder schilderde hij, in opdracht van pastoor Brouwers, ook een kopie van het schilderij Onze-Lieve-Vrouw van 7 weeën (origineel van Quinten Massijs (I)), die in de kapel van Uilenberg hangt.
In 1964 startte hij met de restauratie van het bekende drieluik de Wonderbare Visvangst van Peter Paul Rubens. Dit bekend schilderij kwam in 1618 in het bezit van de Onze-Lieve-Vrouw-over-de-Dijlekerk. Het drieluik bestaat uit vijf taferelen. Het middenluik stelt de Wonderbare Visvangst voor waarop Christus als centrale figuur omringd door zeven apostelen is afgebeeld.
In 1969 werkte hij in de Sint-Willibrorduskerk (Antwerpen) aan de restauratie van een authentieke Rubens. St.-Willibrordus aanbidt de Heilige Familie is een minder bekend werk van Peter Paul Rubens. Tijdens de Tweede Wereldoorlog werd het doek uit de lijst gehaald, opgerold en in een kelder opgeborgen. Na de bevrijding werd het weer opgediept en op een ellipsvormige, oude lijst gespijkerd. Hierdoor ontstonden in het kostbare schilderij plooien, nagelgaten en andere beschadigingen.

## Trivia
- Hij exposeerde in België, Nederland, Duitsland en Frankrijk.

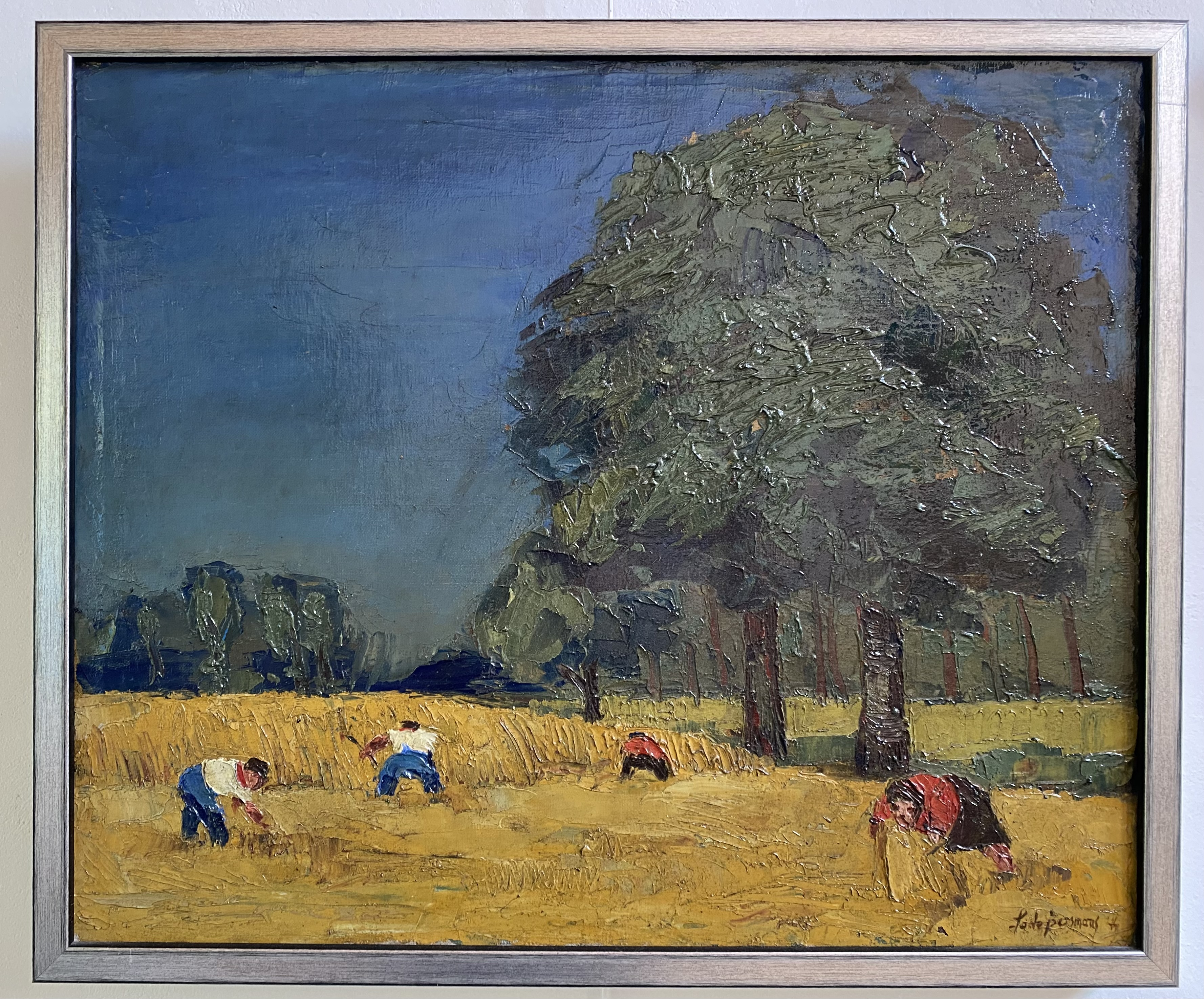
In 2016 ontving hij van de gemeente Herenthout de culturele carrièreprijs voor zijn rijkgevulde carrière.  - Kempisch landschap
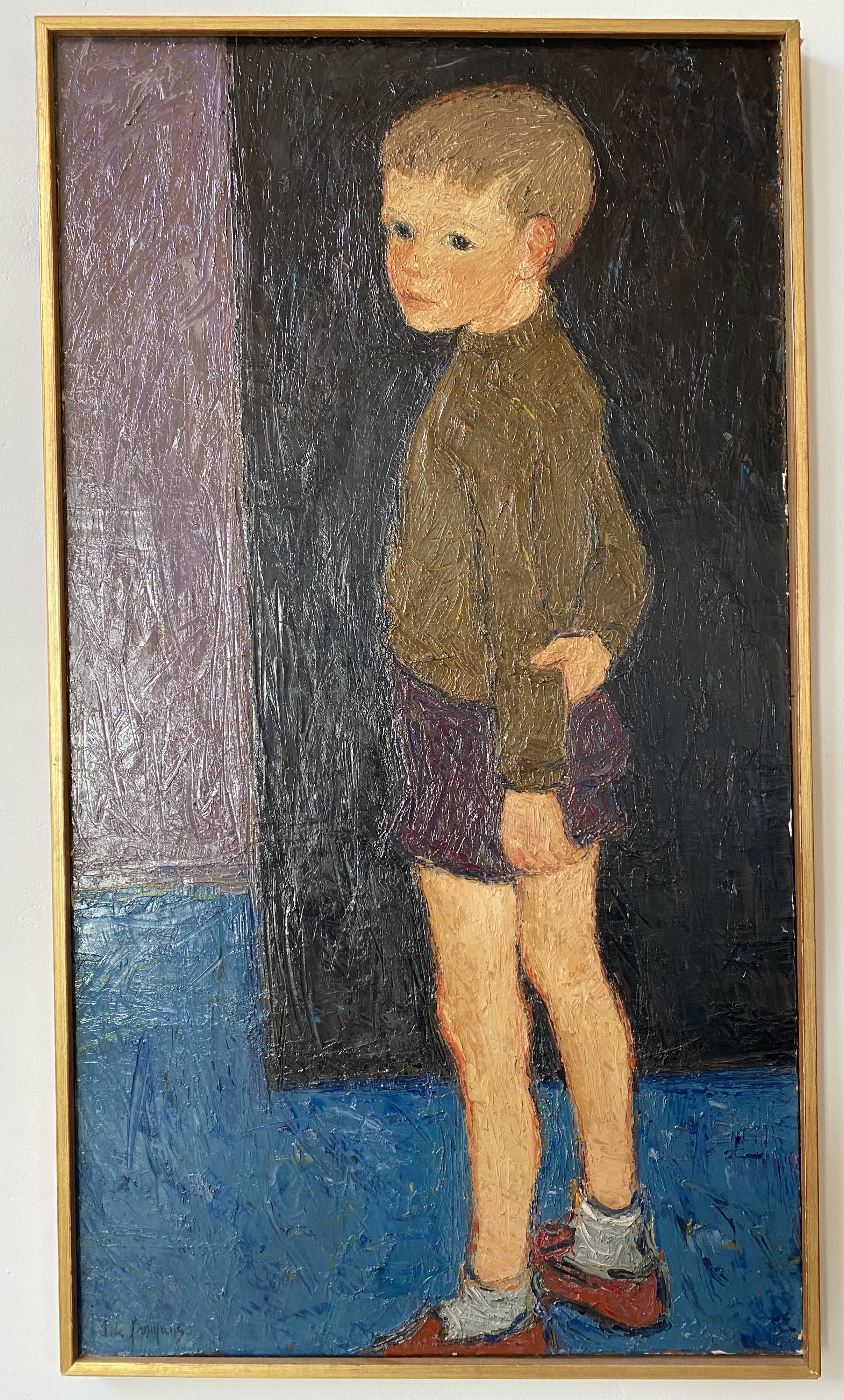
Kinderportret
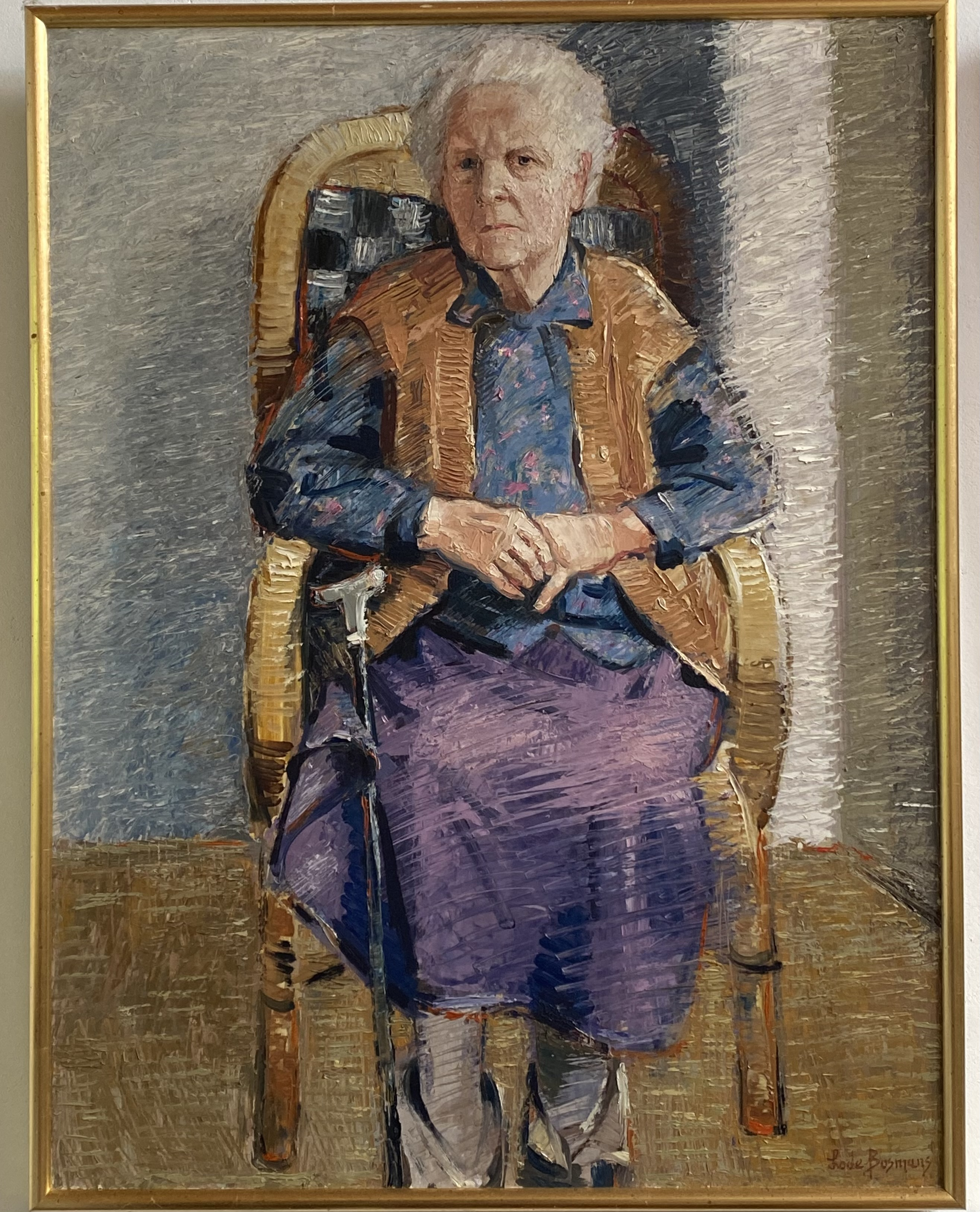
Moeder Herenthout
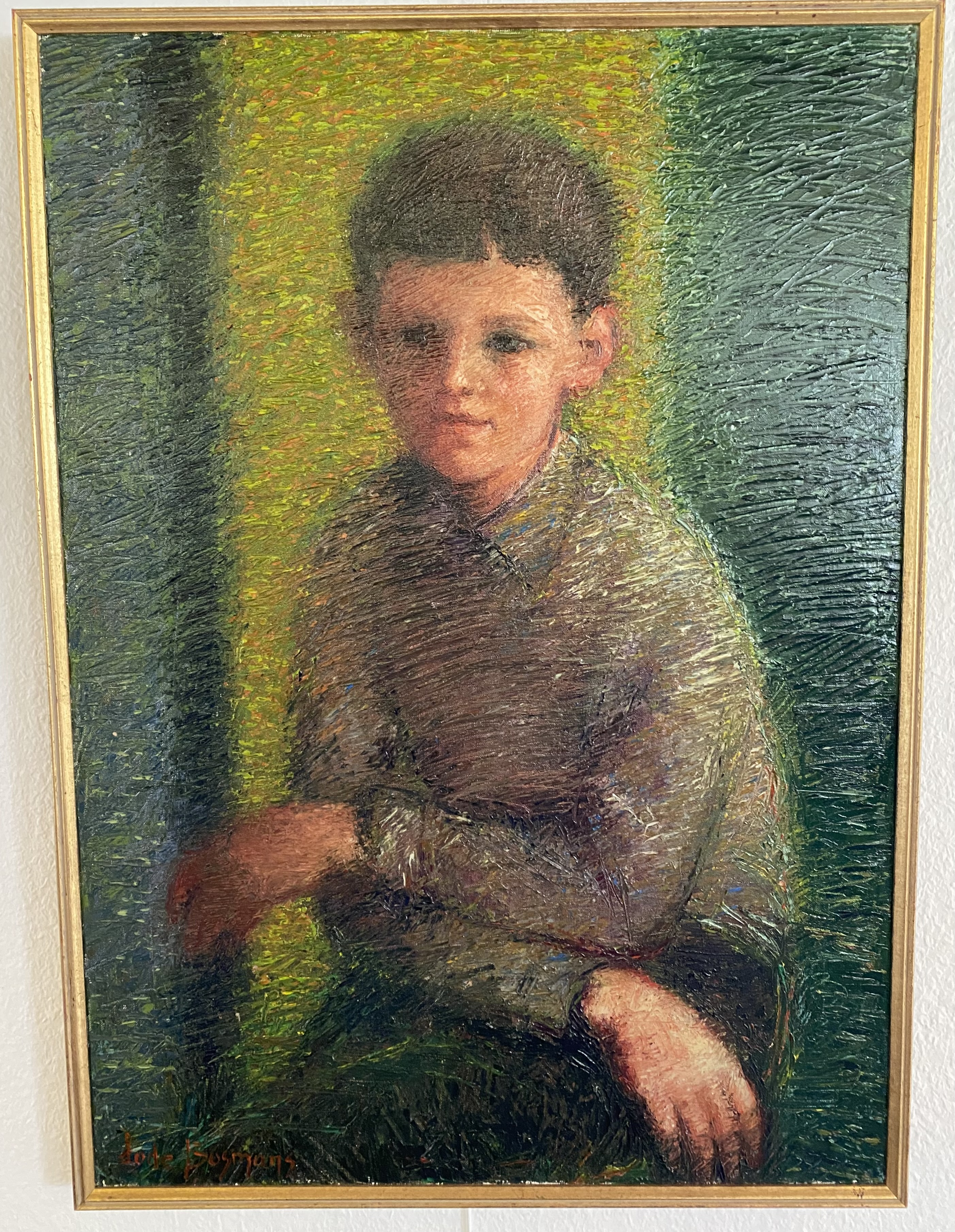
Kinderportret Peter
  - Kinderportret
  - Moeder Herenthout
  - Kinderportret Peter